# Gorodeț
Gorodeț  (rus. Городец) este un oraș situat în regiunea Nijni Novgorod, Federația Rusă. Orașul se află ca. la o altitudine de  90 m, ocupă suprafața de 17 km² și are în anul 2009 o populație de 31.357 loc.

## Date geografice
Gorodeț este amplasat pe malul stâng al fluviului Volga, la ca. 70 km nord-vest de Novgorod care este capitala regiunii. La 13 km nord se află lacul de acumulare Gorki. Orașul este reședința raionului cu același nume.

### Date demografice
| Anul   | Nr. locuitori |
| ------ | ------------- |
| 1897*  | 7.000         |
| 1926*  | 11.200        |
| 1939*  | 16.100        |
| 1959*  | 27.000        |
| 1979*  | 35.700        |
| 1989** | 34.210        |
| 2002** | 32.442        |
| 2009   | 31.357        |

Notă: * Nr. loc. rotunjit **Nr. loc. după recensământ